# A. Gergely András
A. Gergely András (Budapest, 1952. december 5. – 2023. április 1.) könyvtáros-pedagógus, szociológus, kulturális antropológus, a politikatudomány kandidátusa, MTA doktora. MTA PTI tudományos főmunkatárs, több egyetem óraadó oktatója (ELTE, PTE, SZTE). Érdeklődési területei: politikai antropológia, szimbolikus politikai elemzések az etnikai, térhasználati, interkulturális mezőkben; városantropológia; kisebbségkutatások, európai integráció, regionalizmus.

## Tanulmányai
Végzettségei: könyvtáros-pedagógus (1980), szociológus (1983–87), kulturális antropológus (1991–92, 1998–), a politikatudomány kandidátusa (1995–). PhD és CSc fokozatát is az MTA bocsátotta ki (1995), mindkettőt politikatudományok területén szerezte.

## Munkássága

### Kutatási és oktatási területei
Politikai antropológia, szimbolikus politikai elemzések az etnikai, térhasználati, interkulturális mezőkben; városantropológia; kisebbségkutatások, regionalizmus, politikai viselkedés. Jelenlegi kutatásainak tudományága politikatudományok, valamint néprajz és kulturális antropológia; etnoregionális kutatások és szociálpolitika.

### Munkahelyei és tevékenysége
1969–1971 között nyomdaipari szakmunkásként dolgozott, 1972–1979 között könyvtáros, 1974-től részt vesz szociológiai kutatásokban, 1974–1981 között fotós, rádiós műsorszerkesztő, majd kameraman és rendezőasszisztens (MAFILM, 1981–1985, MTV 1981–1983). 1974–1983 között a Művelődéskutató Intézet munkatársa is. Az ELTE-ÁJK Politológia Tanszék megbízott előadója (1984–88), 1988–1990 között a Magyar Közvéleménykutató Intézet munkatársa, a Magyar és Nemzetközi Ki Kicsoda szakszerkesztője (1989–2006), a Magyar Nagylexikon szakszerkesztője és szerzője (1987–2002), a párizsi École des Hautes Études en Science Sociales néprajz-antropológia szakos doktori ösztöndíjasa (1990–92), az MTA Politikai Tudományok Intézetének tudományos munkatársa (1992–96), majd 1996-tól haláláig főmunkatársa. Az Etnoregionális Kutatóközpont tudományos igazgatója (1995–), a Budapest Fórum Nemzetközi Egyesület alapító tagja, alelnöke, vezetőségi tagja (1998–), a Magyar Kulturális Antropológiai Társaság (MAKAT) ügyvezető alelnöke (2001–2002), majd (2006–) elnöke (2012-ben és 2016-ban újraválasztották), 1993-tól kezdődően az ELTE BTK (majd TÁTK) Kulturális Antropológia Tanszék megbízott oktatója politikai antropológia, városantropológia és antropológiai kutatásmódszertan témakörében. 
Széchenyi Professzori Ösztöndíjas (2000–2004), az MTA PTI Etnoregionális Füzetek, Etnoregionális Dokumentum-füzetek, Integrációs Tanulmányok, Többnyelvű tanulmányok sorozatainak (mintegy 150 kiadvány) sorozatszerkesztője (1996–2008), kulturális és politikai antropológiai szakkönyvek szerkesztője (1997–), etnikai és regionális kutatások koordinátora (1997–), a Kultúra és Közösség folyóirat szerkesztője (1999–), állandó munkatársa a Kisebbségkutatás, az Anthropolis (2004–2007), az Afrikai Tanulmányok (2007–) folyóiratoknak; az OTDK kulturális antropológiai szekciójának elnöke (2003–), a Társadalomtudományi Szekció alelnöke (2006–), a Pécsi Tudományegyetem Interdiszciplináris Doktori Iskolájának (politikatudományi) oktatója (2005–), a Szent István Egyetem Multidiszciplináris Társadalomtudományi Doktori Iskolájának oktatója (2004–2008), a Zsigmond Király Főiskola kulturális antropológia és politikai antropológia tantárgyának megbízott előadója (2006–). Alkalmi vendégtanár a Miskolci Egyetem, a kolozsvári Sapientia, a BBTE magyar tagozat politológiai tanszéke, IBS – Nemzetközi Üzleti Főiskola, Európai Tanulmányok, a Szegedi Tudományegyetem, valamint a Sapientia EMTE marosvásárhelyi tagozat kurzusain. A Magyar Politikatudományi Társaság, a Budapest Fórum Egyesület és a Magyar Kulturális Antropológiai Társaság tagja. Rendszeres résztvevője különböző konferenciáknak szakmai eseményeknek, pl. Szimbiózis Napok Kulturális Antropológiai Fesztivál.

### Kurzusai
- Filmantropológia
- Francia regionalizmus
- Politikai antropológia
- Regionális kutatás módszertana
- Régióelméletek
- Városantropológia

Részt vett az alapképzés, mesterképzés, a Pécsi Tudományegyetem Interdiszciplináris Doktori Iskolájának hallgatóinak oktatásában is. Előadásokat és szemináriumokat is tartott. Számos hallgató konzulense volt (antrop. és más szakok), valamint 9 doktorandusz témavezetője, akik közül 7 szerzett abszolutóriumot.

### Nyelvtudása
Franciául és angolul is beszélt. A magyar nyelv mellett mindkét nyelven jelentek meg publikációi.

## Művei
- A. Gergely András–Kamarás István–Varga Csaba: Egy kisssváros. Szociográfia; Művelődéskutató Intézet, Bp., 1986 (Műhelysorozat. Művelődéskutató Intézet)
- Nemzetiség és urbanizáció Romániában. A magyar kisebbség és a városfejlesztés, a Korunk harminc évfolyama tükrében; Héttorony, Bp., 1988
- A. Gergely András–Cséfalvay Zoltán–Lichtenstein József: Nagyvisnyó. Kontinuitás és változás az életmódban, a gazdaságban és a tradíciókban; MTA Néprajzi Kutatócsoport, Bp., 1990 (Életmód és tradíció)
- Urbanizált méhkas avagy A helyi társadalom; MTA PTI, Bp., 1993
- Kisebbség – etnikum – regionalizmus, 1-2.; MTA PTI Etnoregionális Kutatóközpont, Bp., 1996
- Kopács: táj- és népkutató tábor a Drávaszögben, 1942. Egy etnikai sziget a társadalmi-történeti periférián. Forráselemzés; MTA PTI Etnoregionális Kutatóközpont, Bp., 1996 (MTA PTI Etnoregionális Kutatóközpont munkafüzetek)
- Kisebbségi tér és lokális identitás, 1-2.; MTA PTI Etnoregionális Kutatóközpont, Bp., 1996
- Kun etnoregionális kisvárosi sajátosságok? Kisebbségi szereptudat és tájegységi autonómia változása egy regionális térben; MTA PTI Etnoregionális Kutatóközpont, Bp., 1996 (MTA PTI Etnoregionális Kutatóközpont munkafüzetek)
- Városi és nemzetiségi lét magyarok és "jugoszlávok" körében a XX. századi városfejlődés árnyékában. Forráselemzés; MTA PTI Etnoregionális Kutatóközpont, Bp., 1996 (MTA PTI Etnoregionális Kutatóközpont munkafüzetek)
- Identitás és etnoregionalitás. A kisebbségi identitás történeti és regionális összefüggései Nyugaton és Kelet-Közép-Európában; A. Gergely András; MTA PTI Etnoregionális Kutatóközpont, Bp., 1996 (MTA PTI Etnoregionális Kutatóközpont munkafüzetek)
- Utasi Ágnes–A. Gergely András–Becskeházi Attila: Kisvárosi elit; MTA Politikai Tudományok Intézete, Bp., 1996
- Feltörekvés, munkanélküliség és rendszer-reklám. Vázlatos társadalmi állapotrajz 1994-ből; MTA PTI, Bp., 1996 (Politikatudományi műhelytanulmányok sorozat)
- Közelítések az etnofilmhez. Retusált ősiség, rendezett hitelesség, etnikai valóság; MTA PTI Etnoregionális Kutatóközpont, Bp., 1996 (MTA PTI Etnoregionális Kutatóközpont munkafüzetek)
- Politikai antropológia. Interdiszciplináris közelítések. Bevezető segédanyag egy tantárgyi egyetemi jegyzethez; MTA PTI Etnoregionális Kutatóközpont, Bp., 1996 (MTA PTI Etnoregionális Kutatóközpont munkafüzetek)
- Tér – szimbólum – politika. Politika a térben, tér a politikában; MTA PTI Etnoregionális Kutatóközpont, Bp., 1996 (MTA PTI Etnoregionális Kutatóközpont munkafüzetek)
- Rövid etnoregionális elemzések. Etnikai, antropológiai, politológiai tanulmányok; vál., szerk. A. Gergely András; MTA PTI Etnoregionális Kutatóközpont, Bp., 1996 (MTA PTI Etnoregionális Kutatóközpont munkafüzetek)
- Másság – idegenség – elmozdulás. Léthelyzetek az otthonosság és a sehollét között. Válogatott tanulmányok; szerk. A. Gergely András; MTA PTI Etnoregionális Kutatóközpont, Bp., 1997 (MTA PTI Etnoregionális Kutatóközpont munkafüzetek)
- Kisebbség, etnikum, regionalizmus; MTA PTI, Bp., 1997
- Kultúra, közösség, társadalom. A Népművelési Intézet és a Művelődéskutató; MTA PTI Etnoregionális Kutatóközpont, Bp., 1997 (MTA PTI Etnoregionális Kutatóközpont dokumentum-füzetek)
- Helyi politika – rendszerváltás közben; MTA PTI Etnoregionális Kutatóközpont, Bp., 1997 (MTA PTI Etnoregionális Kutatóközpont munkafüzetek)
- Államválság – régió – civil társadalom, 1-3.; MTA PTI Etnoregionális Kutatóközpont, Bp., 1997
- A politikatudomány arcai. Tanulmányok; szerk. A. Gergely András, Bayer József, Kulcsár Kálmán; Akadémiai, Bp., 1999
- Filozófiai, történeti és kulturális antropológia. Szöveg- és szemelvénygyűjtemény; szerk. A. Gergely András; MTA PTI Etnoregionális Kutatóközpont, Bp., 1999-.
- Létmódok és kimódolt létek. Politikai antropológiai tanulmányok; MTA PTI Etnoregionális Kutatóközpont, Bp., 2000 (MTA PTI Etnoregionális Kutatóközpont munkafüzetek)
- Tér, idő, határ és átmenet. Politikai antropológiai esettanulmányok; MTA PTI Etnoregionális Kutatóközpont, Bp., 2001 (MTA PTI Etnoregionális Kutatóközpont munkafüzetek)
- "Primitív" kultúrák, ősi hitek, modern genocídium. Politikai antropológiai és etnológiai forrástanulmányok; MTA PTI Etnoregionális Kutatóközpont, Bp., 2001 (MTA PTI Etnoregionális Kutatóközpont munkafüzetek)
- A nemzet antropológiája. Hofer Tamás köszöntése; szerk. A. Gergely András; Új Mandátum, Bp., 2002
- Elitek és piaci kultúraváltások; szerk. Szakál Gyula, Udvarhelyi Éva Tessza, A. Gergely András; MTA PTI Etnoregionális Kutatóközpont, Bp., 2002 (MTA PTI Etnoregionális Kutatóközpont munkafüzetek)
- Európai? Összehasonlító? Kisebbségkutatás?; MTA PTI Etnoregionális Kutatóközpont, Bp., 2002 (MTA PTI Etnoregionális Kutatóközpont dokumentum-füzetek)
- Filozófiai, történeti és kulturális antropológia. Egy interpretáció. Szöveg- és szemelvénygyűjtemény; szerk. A. Gergely András; MTA PTI Etnoregionális Kutatóközpont, Bp., 2002-
- Regions and small states in Europe: limits to EU enlargement. To the memory of our late colleague and friend, Éva Táll; szerk. Lévai Imre, A. Gergely András; Rechearch Centre of Ethno-regional Studies at the Institute for Political Science of the HAS, Bp., 2004 (Integrációs tanulmányok)
- Motogoria. Tanulmányok Sárkány Mihály 60. születésnapjára; szerk. A. Gergely András, Kemény Márton; MTA Politikai Tudományok Intézete–Könyv–ELTE Kulturális Antropológia Szakcsoport, Bp., 2004
- Szoft montázs. Elméleti közelítések az antropológiai filmhez; szerk. Horváth Réka, A. Gergely András; MTA PTI Etnoregionális Kutatóközpont, Bp., 2004 (MTA PTI Etnoregionális Kutatóközpont munkafüzetek)
- Társadalmi tőke, karrieresélyek, viselkedésminták; szerk. Szakál Gyula, A. Gergely András; MTA PTI Etnoregionális Kutatóközpont, Bp., 2004 (MTA PTI Etnoregionális Kutatóközpont munkafüzetek)
- Kisebbség és kultúra; szerk. A. Gergely András, Papp Richárd; MTA Etnikai-nemzeti Kisebbségkutató Intézet–MTA PTI–ELTE Kulturális Antropológiai Szakcsoport, Bp., 2004 (Antropológiai tanulmányok)
- Város a képben. Városantropológiai mintázatok Terézváros példáján; szerk. A. Gergely András; MTA PTI Etnoregionális Kutatóközpont, Bp., 2005 (MTA PTI Etnoregionális Kutatóközpont munkafüzetek)
- La ville, ses cultures, ses frontières. Démarches d'anthropologues dans des villes d'Europe; szerk. Alain Battegay, Jacques Barou, A. Gergely András; L'Harmattan, Paris–Bp.–Torino, 2005 (Minorités et sociétés)
- Tudományterületi áttekintések. Alkalmazott antropológiai és társ-tudások; MTA PTI Etnoregionális és Antropológiai Kutatóközpont, Bp., 2006 (Etnoregionális és Antropológiai Kutatóközpont munkafüzetek)
- Kultúrák között. Hommage à Boglár Lajos; szerk. A. Gergely András, Papp Richárd, Prónai Csaba; Nyitott Könyvműhely, Bp., 2006 (Kulturális antropológia)
- Város-képzetek. Az antropológiai megismerés árnyalatai; szerk. A. Gergely András, Bali János; Könyv–MTA PTI Etnoregionális Kutatóközpont–ELTE BTK Néprajzi Intézet, Bp., 2007 (A telepek társadalma, telepi életmód: városi néprajzi jelenvizsgálat)
- A szakralitás arcai. Vallási kisebbségek, kisebbségi vallások; szerk. A. Gergely András, Papp Richárd; Nyitott Könyvműhely, Bp., 2007
- Zeneantropolisz. Hazai utak a zeneantropológiához; szerk. A. Gergely András; Kossuth Klub–L'Harmattan, Bp., 2011